# Distretto di Samoeng
Samoeng (in thai สะเมิง) è un distretto (Amphoe) situato nella Provincia di Chiang Mai, in Thailandia.

## Storia
Il distretto fu creato nel 1902 come distretto minore (King Amphoe), per poi essere promosso a distretto nel 1908. Fu degradato a king amphoe nel 1938, ed è tornato distretto nel 1958.

## Geografia
I distretti confinanti sono il Mae Taeng, Mae Rim, Hang Dong, Mae Wang, Mae Chaem, Galyani Vadhana e Pai.

## Amministrazione
Il distretto Samoeng è diviso in 5 sotto-distretti (Tambon), che sono a loro volta divisi in 45 villaggi (Muban).
| n° | Nome                     | Villaggi | Abitanti |
| -- | ------------------------ | -------- | -------- |
| 1  | Samoeng Tai (สะเมิงใต้)    | 11       | 5.366    |
| 2  | Samoeng Nuea (สะเมิงเหนือ) | 6        | 3.426    |
| 3  | Mae Sap (แม่สาบ)          | 10       | 3.464    |
| 4  | Bo Kaeo (บ่อแก้ว)          | 10       | 7.135    |
| 5  | Yang Moen (ยั้งเมิน)        | 8        | 3.845    |